# Кіфара

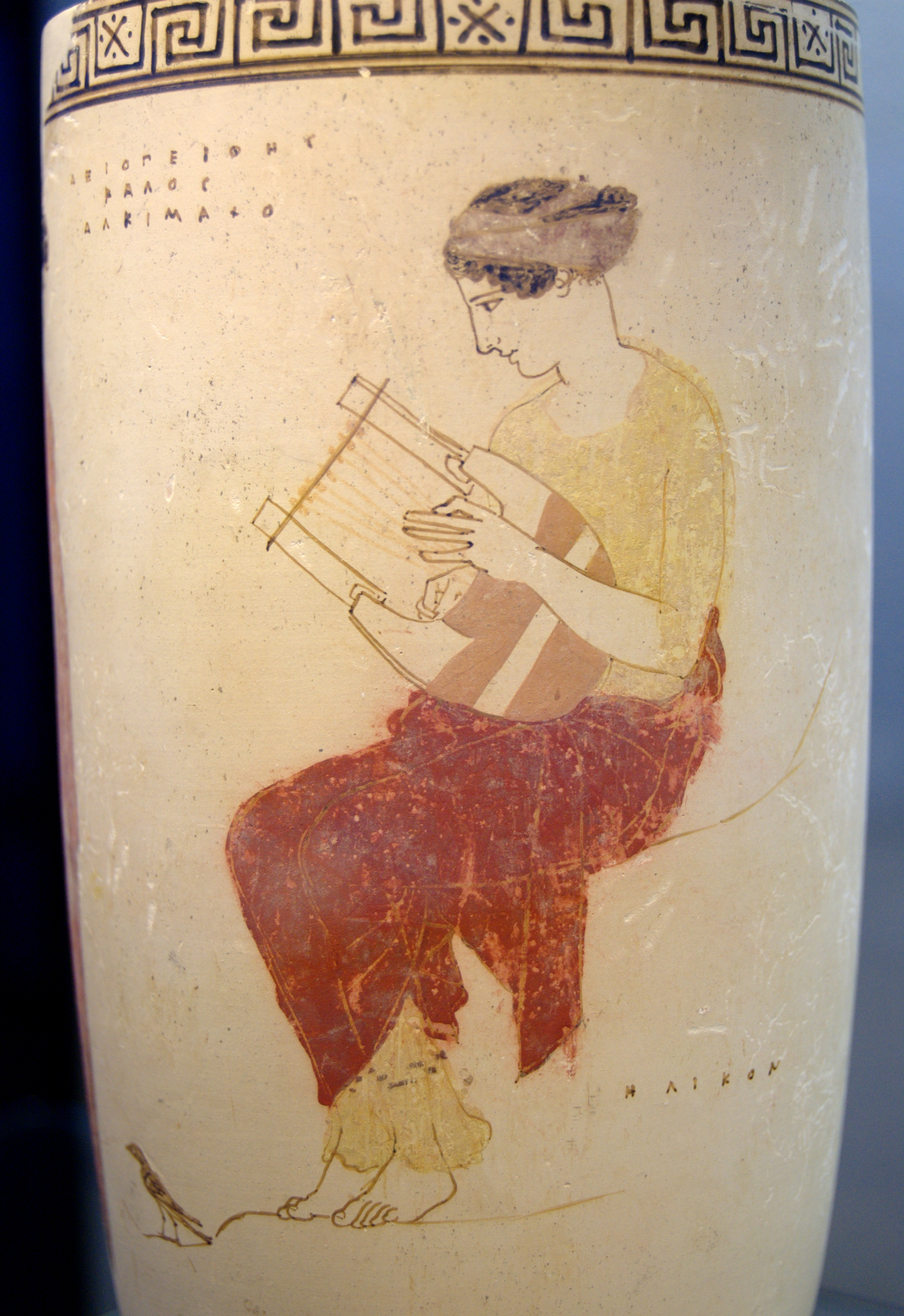
Лекіф: Муза із кіфарою, Вазописець Ахіллеса, Берлінське античне зібрання

Кіфа́ра, іноді кіта́ра (дав.-гр. κιθάρα, лат. cithara) — давньогрецький струнний щипковий музичний інструмент, споріднений лірі, але ширший і коротший від неї. Кіфари великих розмірів, зі струнами низького ладу, називалася барбітонами.
Як і ліра, кіфара — результат вдосконалення давнішого музичного інструмента — формінги. Кіфара мала плаский дерев'яний корпус з 2 стійками, з'єднаними нагорі поперечиною (слугувала для більшого резонансу), 4 струни. У першій половині VII ст. до н. е. число струн досягло 7, потім поступово — 18. Взагалі кіфара, з погляду акустики, була влаштована краще за ліру.
Співаки-кіфареди акомпанували собі на кіфарі під час співу, зачіпаючи струни пальцями або плектром. Окрім того, кіфара використовувалась і як сольний інструмент.
Кіфара у стародавніх греків уособлювала Всесвіт, повторюючи своєю формою Небо і Землю. Струни символізували різні рівні Всесвіту. Кіфари вважалися інструментами Аполлона, на відміну від авлоса — інструмента Діоніса.

## Використання
Кіфара була інструментом віртуозів, загалом відома тим, що вимагає великої кількості майстерності.
На кіфара грали насамперед для супроводу танцю, епічних декламацій, рапсодій, од та ліричних пісень. Також на кіфарі грали сольно на прийомах, бенкетах, національних іграх та випробуваннях майстерності. Музика з цього інструменту, як кажуть, є ліра для вечірок і вважається винаходом Терпандера. Арістотель сказав, що ці струнні інструменти не для освітніх цілей, а лише для задоволення.
На ній грали, зажимаючи струни жорстким сплетінням із сушеної шкіри, що тримався в правій руці з витягнутим ліктем і зігнутою долонею всередину. Струни з небажаними нотами зтишувалися  випрямленими пальцями лівої руки.

## Конструкція
У кіфарі була глибока дерев'яна звукова коробка, складена з двох резонансних частин, плоских або злегка вигнутих, з'єднаних ребрами або сторонами однакової ширини. Вгорі, струни зав'язувались навколо поперечної планки або до кілець, нанизаних на брусок, або обмотувалися навколо кілочків.
Більшість малюнків на вазах демонструють кіфару з сімома струнами з античними авторами, але ті самі автори також згадують, що інколи найбільш майстерний  музикант міг  використовував більше, ніж сім струн.

## Аполлон як кіфаред
Кажуть, кіфара була винаходом Аполлона, бога музики. Аполлона часто зображують з кіфарою замість ліри, одягненим в традиційний одяг кіфаредів.
Кіфаред — епітет, наданий Аполлону, що означає «співак ліри» або «той, хто співає ліру».
Аполлон Кіфаред — це термін для типу статуї або іншого зображення Аполлона з кіфарою. Серед найвідоміших прикладів — Аполлон Кіфаред у Ватиканському музеї, мармурова статуя другого століття нашої ери невідомого римського скульптора.

## Сапфо як кіфаред
Сапфо тісно асоціюється з музикою, особливо зі струнними інструментами, такими як кіфара та ліра. Вона була жінкою високого соціального становища і складала широко популярні пісні, що зосереджувались на емоціях.
Історія з грецького міфу розповідає про те, що вона піднімалася крутими схилами гори Парнас, де її вітали музи. Вона блукала по лавровому гаю і натрапила на печеру Аполлона, де вона скупалася в Кастальському джерелоі і взяла Аполлонів плектр, щоб вмілограти  музику. Священні німфи танцювали, в той час,як  вона з великим талантом торкалася струн, щоб створювати солодкі музичні мелодії із резонансної кіфари.

## Кіфара у Біблії
У Новому Заповіті кіфара згадується як інструмент, на якому гратимуть янголи — переможці апокаліптичного звіра (див. Об. 15:2). Проте перекладачі Біблії при перекладі цього вірша зазвичай заміняли кіфару іншим інструментом — арфою, гуслами (в перекладі І.Огієнка), цитрою, лютнею, а П. Куліш — кобзою.

## Інші інструменти, названі «кіфара»
У Середні віки терміном cithara називали різноманітні струнні інструменти, включаючи ліру та лютнеподібні інструменти. Від нього (у середньовічньому правописі citara) у новоєвропейських мовах походять назви таких популярних музичних інструментів як «гітерн», «цитра» та «гітара». Використання цієї назви протягом середньовіччя повернулося до початкового — грецької кіфари та її здатності впливати на емоції людей.